# Разрыв в объяснении
Разрыв в объяснении — термин, введённый философом  Джозефом Левином для обозначения трудностей, с которыми сталкиваются редукционистские теории сознания при попытках объяснения того, как физические системы порождают переживания, сознаваемые субъектом. Впервые этот термин Левин использовал в 1983 году в статье, где в качестве примера предложил фразу: «боль — это активность нервных путей». В то время как это описание может быть удовлетворительным в физиологическом смысле, оно не помогает в понимании того, как боль чувствует сам испытывающий её субъект.
Устранение разрыва в объяснении эквивалентно решению трудной проблемы сознания.
Проблема существования разрыва в объяснении не затрагивает системы, объяснение которых может быть полностью описано на основе уже известных законов физики. Каким бы сложным устройством ни казался современный компьютер, его функции могут быть полностью объяснены на основе его физической структуры. Напротив, ничто в физической системе, каковой является мозг, не указывает на необходимость возникновения сознания, которое, тем не менее, несомненно существует для субъекта переживания. На этом основании сторонники дуалистического подхода к решению психофизической проблемы утверждают, что сознание качественно отличается от мозга, и что для устранения разрыва в объяснении необходимо существование отдельной и независимой от материи некой психической субстанции. Сторонники монистического подхода отрицают существование такой субстанции, однако, в отсутствие общепринятой теории сознания и удовлетворительного решения трудной проблемы, не могут также предложить и логически непротиворечивого способа устранения разрыва в объяснении.
Проблема разрыва в объяснении уже долгое время вызывает дебаты философов сознания и специалистов по искусственному интеллекту и до сих пор не получила однозначного разрешения. Само существование разрыва в объяснении и характер связанной с этим философской проблемы служит предметом дискуссий. Некоторые учёные полагают, что проблема кроется в недостаточности наших текущих знаний, и будущие открытия нейронаук и достижения философов помогут преодолеть разрыв. Другие исследователи утверждают, что разрыв связан с принципиальными ограничениями человеческого познания, и никакие научные исследования не помогут его устранить. Третьи считают саму трудную проблему некорректно сформулированной и, тем самым, отказываются признавать само существование разрыва в объяснении.